# Ophelia's shadow
Ophelia's shadow is het twaalfde muziekalbum van Toyah Willcox, verschenen onder de naam Toyah. Het album is dan wel verschenen onder de naam van Willcox, haar toenmalige muzikale en levenspartner Robert Fripp had een grote inbreng in het album. Al dan niet meespelend (hij wordt nergens als muzikant genoemd) is in het eerste nummer direct een voorbeeld van Frippertronics te horen (een soort minimal music-rif in de progressieve rock). Daarnaast is zowel Trey Gunn als Tony Geballe afkomstig uit de stal van Fripp. Gunn speelde tijdenlang in Fripps band King Crimson, Geballe komt uit de gitaaropleiding van Fripp. In Homeward is een voorbeeld te vinden van Fripps soundscapes (ambientrif).
Het album is opgenomen in de Courthouse Studio. Het album haalde nergens een notering in de albumlijsten. De titel is afgeleid van Shakespeares Ophelia uit Hamlet. Shadow (donker gedeelte van de persoonlijkheid) komt uit de boeken van Carl Gustav Jung. In 2003 werd het album opnieuw uitgegeven onder eigen beheer (Vertical species), waarvan de afbeelding onder de hoeslink.
De opgezette trilogie beginnend met Prostitute en Ophelia's shadow kreeg geen derde deel.

## Musici
- Toyah – zang
- Tony Geballe – gitaar, elektronica
- Robert Fripp (niet genoemd)– gitaar op Brilliant day en Lords of the never known *Trey Gunn – Chapman Stick, toetsinstrumenten
- Paul Beavis – slagwerk

met
- Keith Tippett – toetsinstrumenten op Lords of the never known
- Gordon Haskell – synthesizer intro Ophelia’s Shadow (Haskell speelde ook in King Crimson).

## Muziek
| Nr. | Titel                                                       | Duur |
| --- | ----------------------------------------------------------- | ---- |
| 1.  | Ophelia'ss shadow (Beavis, Geballe, Gunn, Willcox)          | 5:57 |
| 2.  | The shaman says (Geballe, Willcox)                          | 5:25 |
| 3.  | Brilliant day (Beavis, Fripp, Gunn, Willcox)                | 2:40 |
| 4.  | Prospect (Geballe, Willcox)                                 | 3:15 |
| 5.  | Turning tide (Geballe, Willcox)                             | 5;43 |
| 6.  | Take what you will (Beavis, Geballe, Gunn, Willcox)         | 5:42 |
| 7.  | Ghost light (Beavis, Geballe, Gunn, Willcox)                | 4:30 |
| 8.  | The woman who has an affair with herself (Geballe, Willcox) | 4:19 |
| 9.  | Homeward (Geballe, Willcox)                                 | 5:17 |
| 10. | Lords of the never known (Beavis, Fripp, Gunn, Willcox)     | 4:34 |